# Lê Trang Tông
Lê Trang Tông (* 1514; † 1548; eigentlicher Name: Lê Hu) war Kaiser der Lê-Dynastie von 1533 bis 1548. Er wurde nach der kurzen Unterbrechung der Dynastie durch die Usurpation des Throns durch Mạc Đăng Dung mit Hilfe von Nguyễn Kim im Exil in Laos zum Kaiser proklamiert.

## Leben und Herrschaft
Lê Trang Tông wurde als Sohn des Kaisers Lê Chiêu Tông geboren. Nach der Machtübernahme von Mac Dang Dung und Ermordung von zwei Kaisern bildete sich im laotischen Exil mit Unterstützung von König Pho Thisarath I. eine loyalistische Bewegung von Lê-Sympathisanten unter Führung des Adelshauses Nguyen. 1530 und 1531 kam es zu Aufständen von Lê-Loyalisten in Vietnam. Diese wurden niedergeschlagen aber viele flüchteten nach Laos und verstärkten dort die Bewegung um Nguyen Kim.
1533 wurde Lê Trang Tông als Achtzehnjähriger zum Kaiser ausgerufen. Unter der Ägide von Nguyen Kim hatten die Lê militärische Erfolge und konnten infolgedessen den Hof aus dem Exil in die Heimatstadt der Dynastie Thanh Hóa verlegen. Nach dessen Tod übernahm die Rolle des starken Mannes am Hof der Militärführer Trịnh Kiểm.